# Aloe lutescens
Aloe lutescens es una especie de planta suculenta perteneciente a la familia de los aloes. Es endémica del sur de  África.

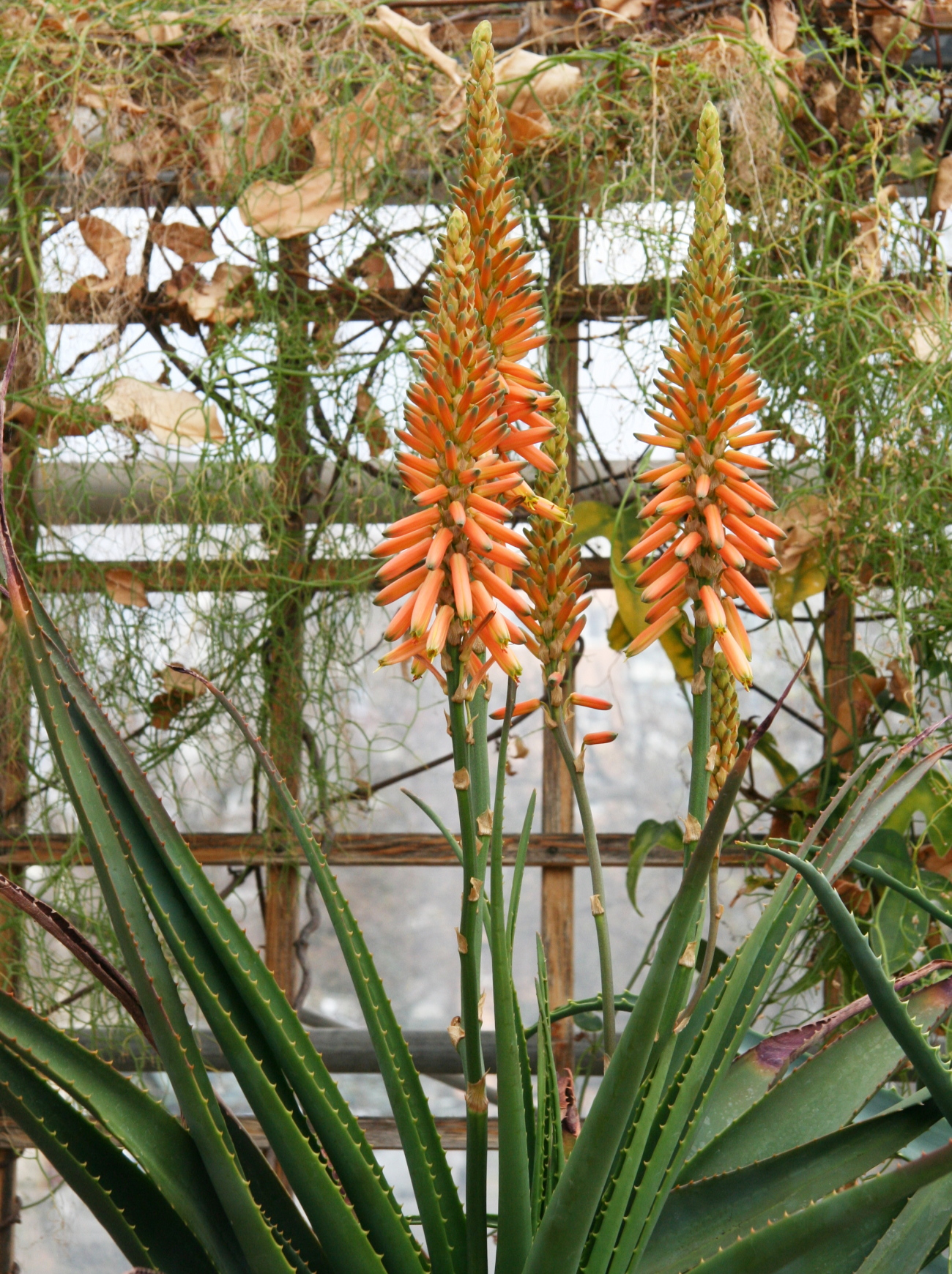
Detalle de la inflorescencia

## Descripción
Es una planta suculenta con el tallo corto, que alcanza un tamaño de 500-800 mm de alto excluida la inflorescencia, a veces, con retoños de forma laxa en grupos densos. Tiene unas 30 hojas, arqueada-erectas, de  400-600 x 60-90 mm, de color verde amarillento. La inflorescencia por lo general de 3 ramas. Las flores de color rojo en flor, y amarilla durante la floración.

## Distribución y hábitat
Aloe lutescens crece en la sabana boscosa cálida en la Provincia del Norte, también en Mozambique y Zimbabue. Crece en suelos muy arenosos y algunas veces en caliche. En ninguna parte de su distribución se encuentran lluvias heladas o altas.
En esta especie las hojas se tornan amarillentas cuando son afectadas por la sequía, en lugar de color rojizo o marrón, como en Aloe cryptopoda.

## Taxonomía
Aloe lutescens fue descrita por Groenew. y publicado en Flowering Plants of South Africa 18: 707, en el año 1938.
Etimología
Aloe: nombre genérico de origen muy incierto: podría ser derivado del griego άλς, άλός (als, alós), "sal" - dando άλόη, ης, ή (aloé, oés) que designaba tanto la planta como su jugo - debido a su sabor, que recuerda el agua del mar. De allí pasó al Latín ălŏē, ēs con la misma aceptación, y que, en sentido figurado, significaba también "amargo". Se ha propuesto también un origen árabe, alloeh, que significa "la sustancia amarga brillante"; pero es más probablemente de origen complejo a través del hébreo: ahal (אהל), frecuentemente citado en textos bíblicos.
lutescens: epíteto latino que significa "de color amarillo".